# 格登罗特
格登罗特是德国莱茵兰-普法尔茨州的一个市镇。总面积6.82平方公里，总人口473人，其中男性244人，女性229人（2011年12月31日），人口密度69人/平方公里。